# Лопотово (Ленинградская область)
Лопотово — деревня в Алёховщинском сельском поселении Лодейнопольского района Ленинградской области.

## История
Деревня Лопотово упоминается на карте Санкт-Петербургской губернии Ф. Ф. Шуберта 1834 года.

ЛОПОТОВО — деревня принадлежит девице Качаловой, число жителей по ревизии: 14 м. п., 13 ж. п. (1838 год)

ЛОПАТОВО — деревня штабс-капитана Жадовского, по просёлочной дороге, число дворов — 3, число душ — 16 м. п. (1856 год)

ЛОПОТОВО — деревня владельческая при озере Пуроле, число дворов — 4, число жителей: 11 м. п., 13 ж. п. (1862 год)

В 1879—1882 годах временнообязанные крестьяне деревни выкупили свои земельные наделы у Ф. И. Ишервуд и стали собственниками земли.
В конце XIX — начале XX века деревня административно относилась к Суббочинской волости 3-го стана Новоладожского уезда Санкт-Петербургской губернии.
По данным «Памятной книжки Санкт-Петербургской губернии» за 1905 год деревня Лопотово входила в Яровское сельское общество.
С 1917 по 1922 год деревня входила в состав Яровщинского сельсовета Суббочинской волости Новоладожского уезда.
С 1922 года в составе Лодейнопольского уезда.
С февраля 1927 года в составе Шапшинской волости. С августа 1927 года в составе Оятского района.
Согласно карте Ленинградской области Северо-западного аэрогеодезического треста ГГУ издания 1932 года деревня насчитывала 8 крестьянских дворов.
С 1930 года в составе Лодейнопольского района.
По данным 1933 года деревня Лопотово входила в состав Яровщинского сельсовета Лодейнопольского района.
В 1939 году население деревни составляло 102 человека.

Деревня Лопотово на карте РККА 1940 года

С 1955 года в составе Яровщинского сельсовета.
В 1958 году население деревни составляло 54 человека.
По данным 1966, 1973 и 1990 годов деревня Лопотово также входила в состав Яровщинского сельсовета.
В 1997 году в деревне Лопотово Яровщинской волости проживали 16 человек, в 2002 году — 21 человек (русские — 95 %).
В 2007 году в деревне Лопотово Алёховщинского СП проживали 20 человек, в 2010 году — также 20, в 2014 году — 17 человек.

## География
Деревня расположена в западной части района на левом берегу реки Оять к северу от автодороги 41К-016 (Станция Оять — Плотично).
Расстояние до административного центра поселения — 24 км.
Расстояние до железнодорожной станции Лодейное Поле — 47 км.

## Демография
| 1838 | 1862 | 1939 | 1958 | 1997 | 2007 | 2010 |
| ---- | ---- | ---- | ---- | ---- | ---- | ---- |
| 27   | ↘24  | ↗102 | ↘54  | ↘16  | ↗20  | →20  |
| 2014 | 2015 | 2016 | 2017 |      |      |      |
| ↘17  | ↘16  | →16  | ↘13  |      |      |      |

### Национальный состав
Согласно данным Всероссийской переписи населения 2021 года в деревне проживали 19 человек, все русские.

## Инфраструктура
На 1 января 2014 года в деревне было зарегистрировано: хозяйств — 9, частных жилых домов — 15
На 1 января 2015 года в деревне зарегистрировано: хозяйств — 9, жителей — 16.

## Улицы
Озёрная.